# Acronychia littoralis
Acronychia littoralis es una especie de arbusto perteneciente a la familia de las rutáceas. Es un arbusto o pequeño árbol que crece en la costa oriental de Australia. Crece de forma natural en el noreste de Nueva Gales del Sur y algunas zonas adyacentes en Queensland.

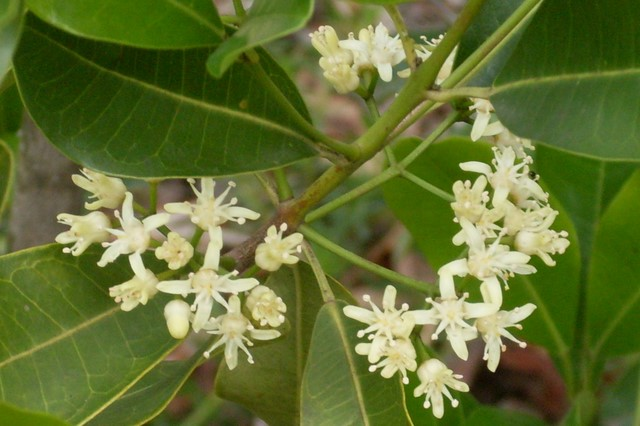
Flores

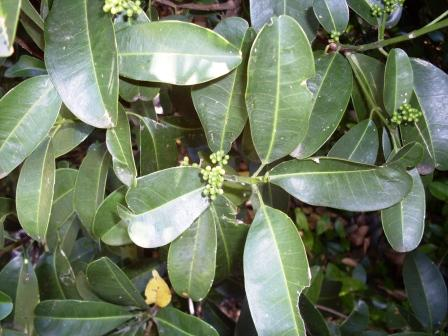
Hojas

## Hábitat
Alcanza un tamaño de 8 metros de altura, en litorales selváticos tropicales, en la arena entre Iluka en nueva Gales del Sur y Fraser Island, en Queensland. Gran parte del hábitat de Acronychia littoralis fue destruido por la construcción de viviendas junto al mar y el desarrollo urbano.

## Descripción
El tronco es gris, cilíndrico y liso. Las hojas son típicas del grupo Acronychia, teniendo 5 a 16 cm de largo, 3 a 7 cm de ancho, con un final redondeado y dentado a veces. Las flores amarillentas aparecen en verano. El fruto madura en otoño, con alrededor de 10 a 20 mm de diámetro. Es un fruto carnoso con perfume de cítricos, que contiene una cápsula dura. Dentro de la cápsula hay generalmente cuatro celdas, muchas de las cuales están vacías. Sin embargo, otras celdas contienen una (o rara vez dos) semillas de color negro.

## La germinación
La germinación es lenta y difícil. La liberación de las semillas de las cápsulas de la fruta mejora los resultados de la germinación. Esto se logra mediante el uso de un cuchillo afilado, y un alfiler para liberar a la semilla encerrada.

## Taxonomía
Acronychia littoralis fue descrita por T.G.Hartley & J.Williams y publicado en Brunonia 6: 251, en el año 1984.
Etimología
Acronychia: nombre genérico que deriva de las palabras griegas akros (punta) y ónix (garra), en referencia a los pétalos, que normalmente están conectados adaxialmente en el ápice.
littoralis: epíteto latíno que significa "en el litoral"